# 眞理占星学会
一般社団法人眞理占星学会（しんりせんせいがっかい）は、日本の一般社団法人。

## 概要
日本の占術家神煕玲が主宰する真理占星学の鑑定、普及、教育を目的とする組織。神・真理占星学会と称することもある。
1977年に当時、日本０占星術学会主事長であった神熙玲が同会を退会し、独自の占術である真理占星学を主宰するに伴って設立された組織。「真心」という機関誌を月刊で発行している。

## 活動
- 真理占星学に基づく鑑定
- 出版業務
- 教育業務

## 真理占星学会の主な役員

### 会長
- 神煕玲（初代 1977年 - ）

### 副会長
- 神一真

### 主事長
- 神真快

### 事務局長
- 神村曄子